# Store norske leksikon
Store norske leksikon (prescurtat SNL, însemnând Marea enciclopedie norvegiană) este una dintre cele mai cuprinzătoare enciclopedii redactate în norvegiană bokmål. SNL a fost creată în 1978 când editurile Aschehoug și Gyldendal și-au unit enciclopediile și au întemeiat compania Kunnskapsforlaget. 

## Enciclopedia online
Ediția online a SNL a fost lansată în anul 2000 și avea abonați privați și instituționali. Paywall-ul a fost eliminat la 25 februarie 2009, iar enciclopedia online a devenit gratuită.
La 12 martie 2010, Kunnskapsforlaget a anunțat că va închide enciclopedia online din cauza vânzărilor deficitare și a veniturilor nereușite. De asemenea, a fost anunțat că articolele nu vor fi oferite Fundației Wikimedia, iar editorul-șef Petter Henriksen afirmă: „Este important ca oamenii din spatele articolelor să rămână vizibili”.

## Ediții
- First edition, 1978-1981, 12 volume. Redactori principali Olaf Kortner, Preben Munthe[3]
- Second edition, 1986-1989, 15 volume. Redactori principali Olaf Kortner, Preben Munthe.
- Third edition, 1995-1998, 16 volume. Redactor principal Petter Henriksen.
- Fourth edition, 2005-2007, 16 volume. Redactor principal Petter Henriksen.